# (21116) 1992 SO
(21116) 1992 SO là một tiểu hành tinh vành đai chính. Nó được phát hiện bởi Atsushi Sugie ở Dynic Astronomical Observatory Nhật Bản, ngày 16 tháng 9 năm 1992.